# ドイツとオーストリアに対する大統領経済使節団

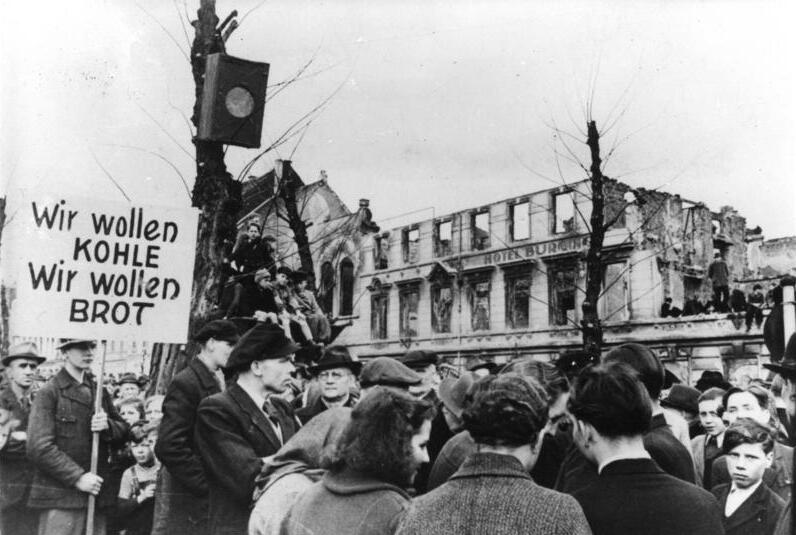
食糧不足が生じた1947年冬、壊滅的食糧事情に抗議する群衆（1947年3月31日）。プラカードには「石炭を寄越せ、パンを寄越せ」とある

ドイツとオーストリアに対する大統領経済使節団 (The President's Economic Mission to Germany and Austria) は、アメリカ合衆国大統領ハリー・S・トルーマンによって委任された、元大統領ハーバート・フーヴァーを団長とする経済使節団である。
第一次世界大戦終結後のドイツに関するフーヴァーの過去の経験に基づき、ハリー・S・トルーマン大統領は1947年1月に、フーヴァーを選任して欧州に派遣し、ドイツとオーストリアに焦点を当てて被占領国の食糧事情を確認した。フーヴァーは、国家元帥ヘルマン・ゲーリングの使用していた列車に乗って、後に西ドイツとなる地域を外遊し、米国の占領方針を鋭く批判するいくつかの報告書を作成した。
ドイツ経済は「……過去100年間で最低の水準にまで沈滞した」。
フーヴァーは報告書の中で、中欧への無期限援助という重荷から米国の納税者を解放する方策が他になければ、経済的占領方針を転換すべきだと提案した。

## 第3報告
ハーバート・フーヴァーが1947年3月に提出した、「米国の納税者を援助の重荷から解放するために、ドイツの輸出を促進し、欧州の経済復興を成し遂げるに必要な諸措置」と題する経済報告は、特に以下の文章を通じてモーゲンソー・プランの実施終了に影響したといわれてきた。「統合後の新生ドイツは『田園国家』と化すであろうとの幻想がある。我々が2,500万人の国民を殲滅または移住させてドイツから排除しない限り、そのようなことはあり得ない」。
ルシアス・クレイ将軍は、ドイツ経済が欧州復興に不可欠との見解を持っており、占領指令JCS 1067の抜け穴を利用して、米国占領地域における非工業化政策を他の米国人論者が求める非工業化政策よりも穏健なものに変えようとした。
フーヴァーの結論は外交問題評議会やクレイ将軍のそれと類似するものであった。フーヴァーは以下のように述べている。「欧州の全体的経済は、原料と製品との交換を通じてドイツ経済と結び付いている。欧州の生産性は、その生産性に貢献するドイツの復興なくしては回復し得ない」。
ドイツが欧州復興の原動力たらねばならないというフーヴァー報告の調査結果はクレイ将軍と陸軍省の支持を得たが、国務省はこれに抵抗し、新聞に寄稿して報告書を激しく攻撃した。国務省の立場は、ドイツの周辺諸国における経済上・安全保障上の必要条件に、優先順位が与えられねばならないというものであった。トルーマン大統領の補佐官ジョン・R・スティールマンは、「ドイツという巨人」を復活させることへの懸念を表明した。エドウィン・W・ポーリー（ポツダム会談における商工業顧問。1947年まで連合国賠償委員会の米国代表）は、報告書に対する強い嫌悪感を表明した。ポーリーは、フーヴァーの勧告に従えば米国の政策に「大逆転」が起こるとして、将来のドイツの欧州支配について警告した。
フーヴァーの報告書は激しい論争を惹起したが、新たな方針の必要性を米国首脳に対して明白に示した。「現行政策に比べれば、『大抵の行動は改善となるであろう』」。

## その他の報告
約18か月前、もう1人のフーヴァー（カルヴァン・フーヴァー教授）が同様の報告書を作成し、やはり同様の反対に遭っている。
1945年10月中旬、在独合衆国軍政当局は15ページの報告書を連合国管理委員会に提出した。報告書はポツダム会談政策の甘い解釈を含み、部分的経済再建を主張するものであった。
エドウィン・W・ポーリーは、ドイツの鉄鋼生産能力規制を一部緩和するとの提案を「非常識」と断じた。ドワイト・D・アイゼンハワー将軍は、この報告が非公式であることを指摘し、同報告の批判者は「同報告を政策として認めた」ことになるとの批判を始めた。アイゼンハワーは報道機関に対し、自らの立場について次のように述べた。「……ドイツには知ってほしい。これは戦争開始を意味するのだと」。
当時の米国民は（いささか誤った）確信を抱いていた。即ち、ポツダムでの決定は、一部工場を除いてドイツを完全に田園化することだというものであった。ポツダムの政策をより甘く解釈し、ドイツ経済を部分的に再建するというカルヴァン・フーヴァー教授の提案へ鋭い批判を加え、その偽りを暴いたことに、米国民は安堵した。